# José Luis Escrivá
José Luis Escrivá Belmonte ([ xoˈse ˈlwis ɛskɾiˈβa βɛlˈmõn̪t]) est un économiste et homme politique espagnol né le 5 décembre 1960 à Albacete. Il est gouverneur de la Banque d'Espagne depuis 2024.
Économiste formé à l'université complutense de Madrid, il travaille plusieurs années dans le secteur bancaire. Il est ainsi salarié de BBVA, dont il est économiste en chef du service des Études entre 2004 et 2010. Il rejoint en 2012 la Banque des règlements internationaux, à Bâle.
Le gouvernement espagnol le nomme en 2014 président de l'Autorité indépendante de responsabilité fiscale. Entre sa prise de fonction et la fin de l'année 2015, il menace cinq fois de démissionner afin de conforter l'autonomie et les moyens de l'institution.
En 2020, il devient ministre de l'Inclusion, de la Sécurité sociale et des Migrations dans le deuxième gouvernement de Pedro Sánchez. Il est nommé trois ans plus tard ministre de la Transformation numérique dans le gouvernement Sánchez III.

## Jeunesse
José Luis Escrivá Belmonte naît le 5 décembre 1960 à Albacete,.
Il est licencié en sciences économiques de l'université complutense de Madrid (UCM). Il suit des études postgrades en analyse économique à l'UCM, puis en économétrie auprès de la Banque d'Espagne (BdE).

## Vie professionnelle

### Cadre du secteur bancaire
Il commence à travailler à la Banque d'Espagne, au sein du service des Études. Il rejoint ensuite la Banque centrale européenne (BCE) — alors appelée Institut monétaire européen (IME) — comme conseiller, puis chef de la division de la Politique monétaire.
Il intègre en 2004 le groupe bancaire BBVA, où il occupe les fonctions d'économiste en chef du service des Études. Il passe en 2010 à la direction des Finances publiques. Deux ans plus tard, il quitte l'entreprise et devient directeur pour les Amériques de la Banque des règlements internationaux.

### Président de l'AIReF
En 2014, le gouvernement de Mariano Rajoy nomme José Luis Escrivá président de l'Autorité indépendante de responsabilité fiscale (AIReF), une nouvelle instance indépendante de contrôle des comptes publics et des prévisions macroéconomiques créée à la demande de l'Union européenne (UE). À plusieurs reprises, Escrivá s'oppose au ministre des Finances Cristóbal Montoro, pour cause de dépassement des objectifs de déficit public, le manque de sincérité des comptes ou de transparence de l'administration. À l'inverse, ses relations sont plus fluides avec María Jesús Montero, successeure de Montoro à partir de juin 2018.
Il menace ainsi de démissionner cinq fois, deux fois en 2014 et trois fois en 2015, afin d'obtenir la confirmation de l'autonomie de l'AIReF, de ses compétences, des moyens financiers et humains suffisants, des bureaux adaptés. L'une des crises a été résolue grâce à la négociation menée par José Luis Martínez-Almeida, membre du Parti populaire au pouvoir et devenu maire de Madrid en 2019.

## Vie politique
Le 10 janvier 2020, la présidence du gouvernement indique que José Luis Escrivá sera nommé ministre de l'Inclusion, de la Sécurité sociale et des Migrations dans le second gouvernement du socialiste Pedro Sánchez, alors en cours de formation. Il récupère ainsi toutes les compétences retirées au ministère du Travail, dont la direction revient à la communiste Yolanda Díaz. Il est assermenté trois jours plus tard.
Le 21 novembre 2023, à l'occasion de la formation du troisième gouvernement de Pedro Sánchez il prête serment comme ministre de la Transformation numérique. Il voit ses compétences élargies cinq semaines plus tard à la fonction publique, lors d'un mini-remaniement causé par le départ de Nadia Calviño.
À la suite de sa nomination comme gouverneur de la Banque d'Espagne, il sera remplacé au gouvernement par Óscar López.

## Gouverneur de la Banque d'Espagne
Le journal El País révèle le 11 juillet 2024 que le gouvernement a proposé le nom de José Luis Escrivá comme futur gouverneur de la Banque d'Espagne au Parti populaire (PP), dans le cadre de la négociation maintenue entre l'exécutif et le principal parti d'opposition pour la désignation du plus haut responsable de la banque centrale. Le PP exprime son refus de cette candidature tandis que le ministre de l'Économie Carlos Cuerpo refuse de confirmer que celle-ci a bien été proposée. Le 3 septembre, El País affirme que Pedro Sánchez a effectivement choisi de désigner José Luis Escrivá au poste de gouverneur de la Banque d'Espagne, en dépit du refus exprimé par le PP alors qu'une tradition non-écrite veut qu'un accord soit conclu sur le nom du gouverneur et du sous-gouverneur entre le parti au pouvoir et son principal opposant. Carlos Cuerpo annonce formellement et officiellement le lendemain, devant la commission de l'Économie du Congrès des députés, que José Luis Escrivá sera nommé à la tête de la banque centrale, suscitant la critique des députés du PP. Il prête serment devant le roi Felipe VI au palais de la Zarzuela  en présence de Pedro Sánchez, du ministre de la Justice Félix Bolaños, du ministre de l'Économie Carlos Cuerpo, de son successeur au ministère de la Transformation numérique Óscar López et du président du Tribunal constitutionnel Cándido Conde-Pumpido.